# Shang Tsung
Shang Tsung (chữ Hán: 尚宗, tiếng Việt: Thương Tôn hay Thương Tông, bính âm: shàng zōng) là một nhân vật hư cấu trong sê-ri game bạo lực Mortal Kombat. Là một tên phù thủy mạnh mẽ, chuyên đánh cắp linh hồn của kẻ bại trận, Shang Tsung là một nhân vật phản diện nổi tiếng xuyên suốt của cốt truyện và đồng thời là người tổ chức giải đấu Mortal Kombat ở dòng thời gian gốc và dòng thời gian thứ hai, hắn thường đóng vai trò phản diện phụ cùng với Quan Chi, 
và tạo thành cái được gọi là Deadly Alliance. 
Kể từ lần đầu xuất hiện trong series Mortal Kombat, quá khứ của Shang Tsung đã là một bí ẩn lớn. Mọi người chỉ được biết rằng hắn phải mang một lời nguyền thảm khốc về sự lão hóa. Nếu như Shang Tsung không ngừng hấp thu linh hồn của những kẻ bại dưới tay mình thì sẽ già đi rất nhanh và không sớm thì muộn sẽ phải đối mặt với cái chết.
Thế nhưng, như một sự đền bù, khả năng này của Shang Tsung lại cho phép hắn biết được những ký ức của người đã khuất và từ đó mang tới nhiều cơ hội lớn sau này. Shang Tsung tham dự giải đấu Mortal Kombat và đã chiến thắng tất cả các đối thủ bằng sức mạnh của mình. Thế nhưng, hắn lại bị đại bại bởi đại diện của phái Thiếu Lâm - Kung Lao vĩ đại.
Biến mất nhiều năm, một ngày, Shang Tsung giờ đây đã già đi rất nhiều, bất ngờ trở lại với tư cách của một trong 3 người phán xét của giải đấu Mortal Kombat. Lần này, hắn còn mang theo quân át chủ bài là Goro - hoàng tử của người Shokan. Nhờ đó mà Shang Tsung đã trả thù được kẻ đã đánh bại mình năm xưa và lấy đi linh hồn của Kung Lao vĩ đại.
Lúc này, thân phận của Shang Tsung bắt đầu được hé lộ. Hắn đang theo lệnh của hoàng đế Outworld - Shao Kahn, tạo ra một chuỗi chiến thắng liên tiếp cho phe Outworld để Shao Kahn có thể đem quân thôn tính EarthRealm. Mặt khác, hẳn phải thực hiện nhiệm vụ thứ hai là giúp ông ta hồi sinh cho nữ hoàng Sindel của Edenia.
Khi có được ký ức của Kung Lao vĩ đại, Shang Tsung đã biết được thông tin về mảnh đồ được cất giấu trong chùa Thiếu Lâm. Mảnh bản đồ này sẽ dẫn đến vị trí cất giấu miếng bùa sức mạnh của ác thần Shinnok - mục tiêu mà Quan Chi đang tìm kiếm. Gã phù thùy Quan Chi còn đồng thời có khả năng hồi sinh người chết. Thế nên, Shang Tsung đã đề nghị hợp tác với hắn.
Thế nhưng, sự xuất hiện của Liu Kang đã ngăn cản lần chiến thắng thứ 10 tại giải đấu Mortal Kombat của Outworld. Sau đó, Shang Tsung lại liên tiếp đại bại nhiều lần trước tráng sĩ của EarthRealm và phải gánh chịu cơn thịnh nộ và sự cầm tù của hoàng đế Shao Kahn. Sau nhiều năm, Shang Tsung mới được trả tự do.
Khi đó, Shang Tsung lại được Quan Chi đề nghị giúp hắn hồi sinh đội quân bất tử của vua rồng Onaga. Để trả ơn, Quan Chi sẽ mở một Soulnado chứa một số lượng vô hạn linh hồn và việc đó sẽ chấm dứt nỗi sợ về tuổi già của Shang Tsung. Hai gã phù thủy này nhanh chóng hợp thành một liên minh (Deadly Alliances) và hợp sức để trừ khử hai người đầu tiên có thể làm hỏng mưu đồ của chúng là Shao Kahn và Liu Kang.
Với nguồn sức mạnh mới, liên minh của Quan Chi và Shang Tsung đã đánh bại tất cả các chiến binh của EarthRealm. Tuy nhiên, ở phút cuối, chúng lại quay lưng tấn công lẫn nhau. Ngay khi Shang Tsung vừa thất thủ dưới tay Quan Chi thì chúng lại gặp phải trở ngại lớn hơn gấp bội là vua rồng Onaga đã sống dậy. Để chặn đứng hiểm họa này, thần sấm Raiden đã hy sinh thân mình để tiêu diệt tất cả.
Cái chết của Shang Tsung cũng đồng nghĩa với sự giải phóng của rất nhiều linh hồn đã bị hắn lấy đi trước đây. Trong đó có cả Liu Kang và Kung Lao vĩ đại.
Trong dòng thời gian mới, Shang Tsung được tái sinh thành một người thường trẻ hơn, cải trang thành một ông già đi bán thuốc lang băm và thuốc giả để rồi bị một người dân làng giận dữ và vạch trần âm mưu của ông ta. Đêm đó, hắn được một ân nhân bí ẩn tên là Damashi tiếp cận, người bí ẩn đó đề nghị hắn trở thành phù thủy vĩ đại nhất và Shang Tsung đã chấp nhận lời đề nghị, kể từ đó hắn lại trở lại thành pháp sư thêm một lần nữa.